# José de Santiago Concha
Pour les articles homonymes, voir Santiago (homonymie) et Concha.
José de Santiago Concha y Méndez Salvatierra, 1er marquis de Casa Concha (30 octobre 1667 – 11 mars 1741) est un magistrat, oidor et administrateur colonial espagnol qui fut gouverneur du Chili.

## Biographie
Fils du capitaine Pedro de Santiago Concha y Santiago Colmenares, originaire de Heras (Cantabrie), et de Mayor Méndez de Salvatierra y Cabello, née à Lima, il est diplômé en droit de l'université de San Marcos (1686). Il exerce le métier d'avocat dans l'Audiencia de Lima avant de se rendre en Espagne où il fréquente l'université de Salamanque.
En 1709, il fut envoyé en commission au Chili, avec la mission d'enquêter sur la contrebande et le commerce illégal des navires français à Concepción. Il devient capitaine général du Chili par intérim entre le 20 mars et le 15 décembre 1717. Au Chili, il fonda la ville de San Martín de la Concha (l'actuelle Quillota).
Il retourne à Lima en 1718 et assume la fonction d'oidor, en plus d'être nommé la même année 1er marquis de Casa Concha. Le 26 avril 1723, il fut nommé gouverneur de Huancavelica et surintendant de ses mines, poste qu'il exerça jusqu'au 15 juillet 1726. Il revient à Lima où il sert comme juge jusqu'à sa mort en 1741.